# 183 (liczba)
183 (sto osiemdziesiąt trzy) – liczba naturalna następująca po 182 i poprzedzająca 184.

## W matematyce
- 183 jest liczbą bezkwadratową[1]
- 183 jest palindromem liczbowym, czyli może być czytana w obu kierunkach, w pozycyjnym systemie liczbowym o bazie 13 (111)
- 183 należy do pięciu trójek pitagorejskich (33, 180, 183), (183, 244, 305), (183, 1856, 1865), (183, 5580, 5583), (183, 16744, 16745).

## W nauce
- liczba atomowa unocttrium (niezsyntetyzowany pierwiastek chemiczny)
- galaktyka NGC 183
- planetoida (183) Istria
- kometa krótkookresowa 183P/Korlević-Jurić

## W kalendarzu
183. dniem w roku jest 2 lipca (w latach przestępnych jest to 1 lipca). Zobacz też co wydarzyło się w roku 183, oraz w roku 183 p.n.e.